# (466417) 2013 TQ6
(466417) 2013 TQ6 es un asteroide perteneciente al cinturón de asteroides, descubierto el 27 de octubre de 2009 por el equipo Spacewatch desde el Observatorio Nacional de Kitt Peak (Arizona, Estados Unidos).